# Urrea de Jalón
Urrea de Jalón (aragónul Urreya de Xalón) egy község Spanyolországban,  Zaragoza tartományban. Urrea de Jalón Rueda de Jalón, Plasencia de Jalón, Bardallur és La Muela községekkel határos. Lakosainak száma 440 fő (2024).

## Nevezetességek
A községben két várrom is található: a Castillo de los Moros és az El Castilluelo, ami egy régi őrtorony csekély romja. Temploma a 16. században épült mudéjar stílusban.

## Gazdaság
A lakók hagyományosan a mezőgazdaságban dolgoznak: a termékeny völgyben, ahol a település fekszik, főként gyümölcsöket és gabonát termesztenek. Az utóbbi időkben egyre többen azonban a közeli községek ipari üzemeibe járnak át dolgozni.

## Népesség
A település népessége az utóbbi években az alábbiak szerint változott:
| Lakosok száma | 338  | 344  | 385  | 423  | 396  | 398  | 402  | 418  | 448  | 440  |
|               | 2001 | 2004 | 2007 | 2009 | 2012 | 2014 | 2017 | 2019 | 2022 | 2024 |